# Mühlgasse 4 (Nördlingen)

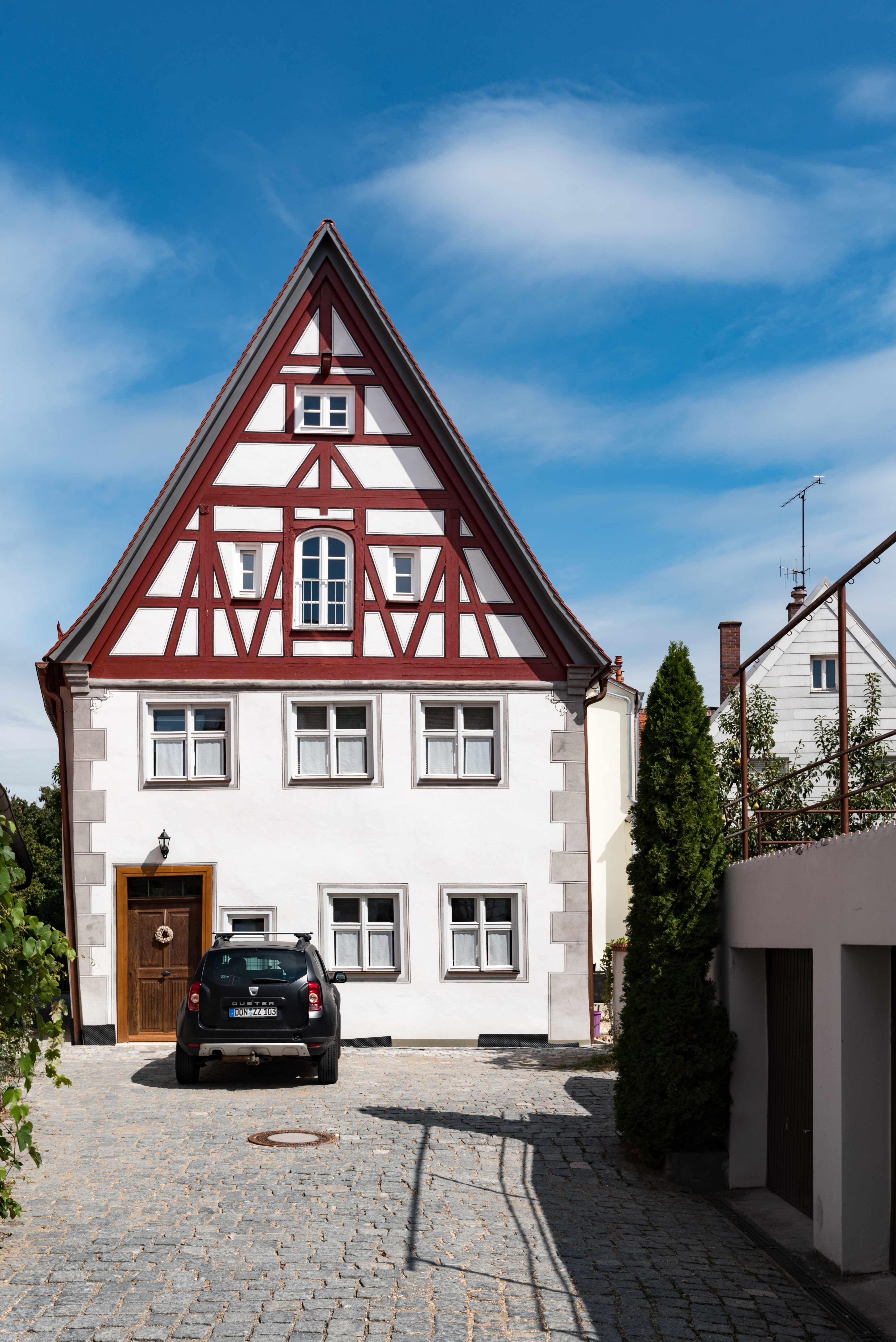
Fachwerkhaus Mühlgasse 4 in Nördlingen

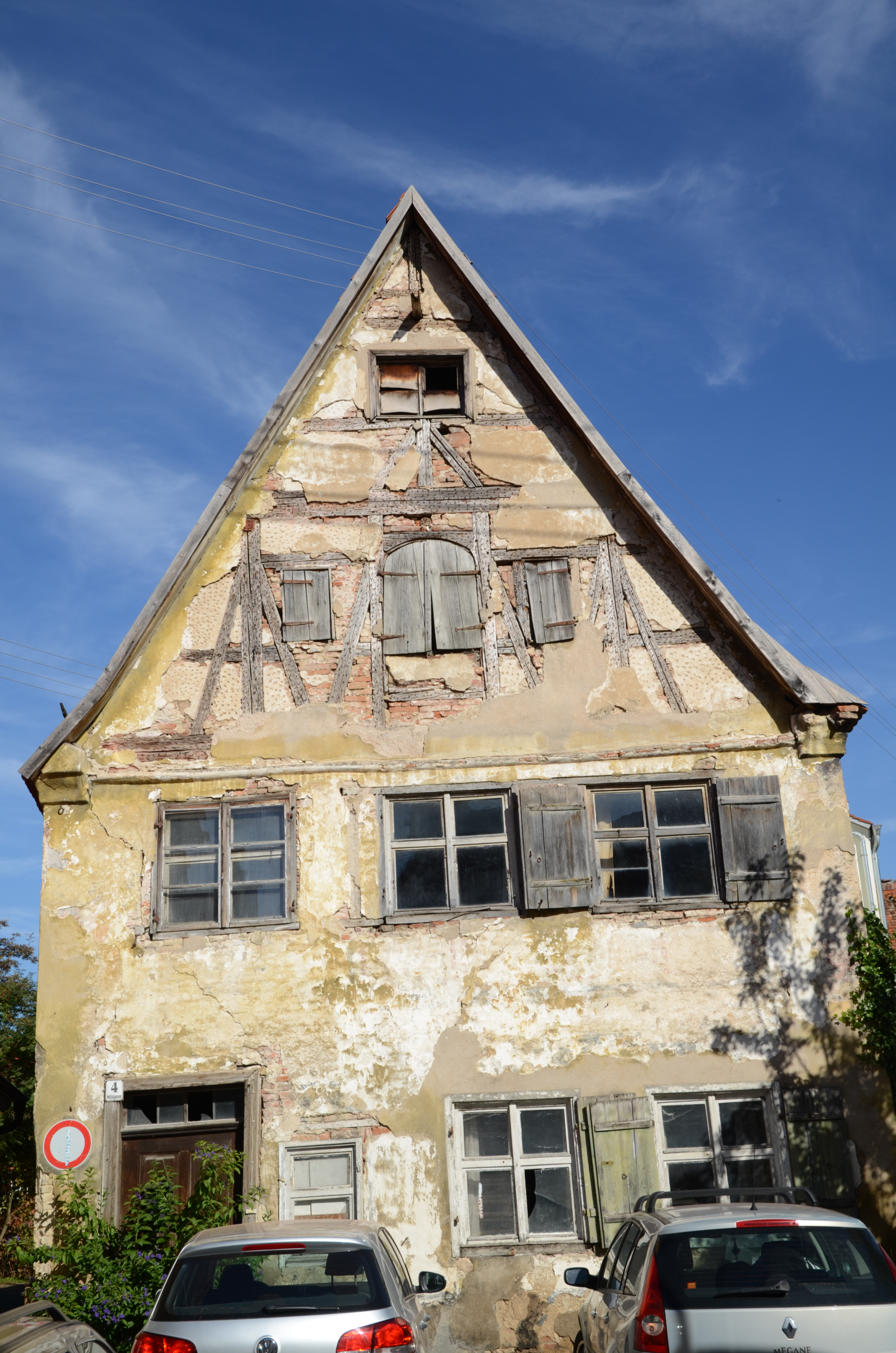
Zustand vor der Renovierung

Das Gebäude Mühlgasse 4 in Nördlingen, einer Stadt im schwäbischen Landkreis Donau-Ries in Bayern, wurde um 1600 errichtet. Das Fachwerkhaus ist ein geschütztes Baudenkmal.
Der zweigeschossige giebelständige Satteldachbau aus verputztem Ziegelmauerwerk hat Fachwerkgiebel und rückseitig ein Fachwerkobergeschoss. Die Eckquaderung und die Fensterrahmungen sind aufgemalt. Das Dachwerk mit liegendem Stuhl hat zum Teil noch verblattete Holzverbindungen. 
Das ehemalige Handwerkerhaus besitzt in der Stube des Obergeschosses eine Brett-Leisten-Decke der Bauzeit sowie eine Treppenanlage mit Balustergeländer  des späten 18. Jahrhunderts. Die Küche ist segmentbogenförmig überdeckt.
Der Dachausbau zu Wohnzwecken erfolgte bei der letzten Renovierung.   